# Ассоциации переводчиков
Список объединений переводчиков
В этом списке перечисляются переводческие организации мира с разбивкой по странам.
Большинство из них являются членами Международной федерации переводчиков.

## Международные
- Международная федерация переводчиков (англ. International Federation of Translators / фр. Fédération Internationale des Traducteurs, FIT-IFT)
- Международная ассоциация профессиональных переводчиков (англ. International Association of Professional Translators and Interpreters, IAPTI)
- Международная ассоциация переводчиков конференций (англ. International Association of Conference Interpreters / фр. Association internationale des interprètes de conférence, AIIC)
- Международная ассоциация перевода и межкультурных исследований (англ. International Association for Translation and Intercultural Studies, IATIS)
- Переводчики без границ (англ. Translators Without Borders, TWB / Traducteurs sans Frontières, TSF)
- Международная ассоциация юридических переводчиков (International Association of Legal Translators & Interpreters, IALTI)

## Австралия
- Австралийский институт устных и письменных переводчиков (англ. Australian Institute of Interpreters and Translators, AUSIT)

## Аргентина
- Объединение присяжных переводчиков города Буэнос-Айреса (англ. Colegio de Traductores Públicos de la Ciudad de Buenos Aires, CTPCBA)
- Аргентинская ассоциация устных и письменных переводчиков (исп. Asociación Argentina de Traductores e Intérpretes, AATI) / англ. Argentine Association of Translators and Interpreters)

## Великобритания
- Институт лингвистов (англ. Chartered Institute of Linguists, IoL)
- Институт письменного и устного перевода (англ. Institute of Translation & Interpreting, ITI)
- Ассоциация переводчиков (англ. Translators Association, TA)

- На региональном уровне:
  - Ассоциация переводчиков Уэльса (Cymdeithas Cyfieithwyr Cymru / англ. Association of Welsh Translators and Interpreters)

## Германия
- Bundesverband der Dolmetscher und Übersetzer e.V. (BDÜ)

## Ирландия
- Ирландская ассоциация письменных и устных переводчиков (Irish Translators’ & Interpreters’ Association, ITIA)

## Испания
- Asociación Española de Traductores, Correctores e Intérpretes (англ. Asetrad) / Spanish Association of Translators, Copy-editors, and Interpreters (Asetrad)

- На региональном уровне:
  - Ассоциация устных переводчиков, корректоров и устных переводчиков баскского языка (Euskal Itzultzaile, Zuzentzaile eta Interpreteen Elkartea, EIZIE / Association of Translators, Correctors and Interpreters of the Basque Language)

## Канада
- Ассоциация сурдопереводчиков Канады (англ. Association of Visual Language Interpreters of Canada, AVLIC)
- Совет письменных переводчиков, терминологов и устных переводчиков Канады (англ. Canadian Translators, Terminologists and Interpreters Council (CTTIC) / фр. Conseil des traducteurs, terminologues et interprètes du Canada, CTTIC])
- Ассоциация литературных переводчиков Канады (англ. Literary Translators' Association of Canada, LTAC / фр. Association des traducteurs et traductrices littéraires du Canada, ATTLC)

- На региональном уровне:
  - англ. Ordre des traducteurs, terminologues et interprètes agréés du Québec (OTTIAQ)

## Новая Зеландия
- Общество переводчиков Новой Зеландии (англ. New Zealand Society of Translators and Interpreters, NZSTI / Te Ropu Kaiwhakamaori a-waha, a-tuhi o Aotearoa)

## Норвегия
- Норвежская ассоциация литературных переводчиков (англ. Norwegian Association of Literary Translators / Norsk Oversetterforening)
- Норвежская ассоциация аудиовизуальных переводчиков (англ. Norwegian Association of Audiovisual Translators / Norsk audiovisuell oversetterforening (NAViO))

## Россия
- Союз переводчиков России (СПР)

## США
- Американская ассоциация литературных переводчиков (англ. American Literary Translators Association, ALTA)
- Американская ассоциация переводчиков (англ. American Translators Association, ATA)
- Регистр сурдопереводчиков (англ. Registry of Interpreters for the Deaf, RID)

- Объединения на региональном и местном уровне, а также на уровне штата:
  - Ассоциация переводчиков Мэйна (англ. Association of Maine Interpreters and Translators)
  - Ассоциация переводчиков Колорадо (англ. Colorado Translators Association)
  - Регистр сурдопереводчиков Флориды (англ. Florida Registry of Interpreters for the Deaf)
  - Ассоциация переводчиков Хьюстона (англ. Houston Interpreters & Translators Association)
  - Ассоциация переводчиков Новой Англии (англ. New England Translators Association)
  - Ассоциация переводчиков Северной Калифорнии (англ. Northern California Translators Association)

## Украина
- Ассоциация переводчиков Украины

## Уругвай
- Объединение присяжных переводчиков Уругвая (исп. Colegio de Traductores Públicos del Uruguay, CTPU)

## Франция
- Национальный союз экспертов и переводчиков при апелляционном суде (фр. Union Nationale des Experts Traducteurs Interprètes près les Cours d'Appel)

## ЮАР
- Южно-Африканский союз переводчиков (англ. South African Translators’ Institute (SATI) / африк. Suid-Afrikaanse Vertalersinstituut, SAVI / зулу INhlangano yaBahumushi yaseNingizimu Afrika / коса Umbutho wabaGuquli wazeMzantsi Afrika / сесото Mokgatlo wa Bafetoledi wa Afrika Borwa / северный сото Sehlongwa sa Bafetoledi sa Afrika Borwa / тсвана Mokgatlho wa Baranodi wa Aforika Borwa / тсонга Vandla ra Vahundzuluxi ra Afrika Dzonga / свати Inhlangano Yebahumushi YaseNingizimu Afrika / венда Tshiimiswa tsha Vhapinduleli tsha Afurika Tshipembe / южный ндебеле IHlangano yabaTjhugululi yeSewula Afrika)